# Steffen Faust

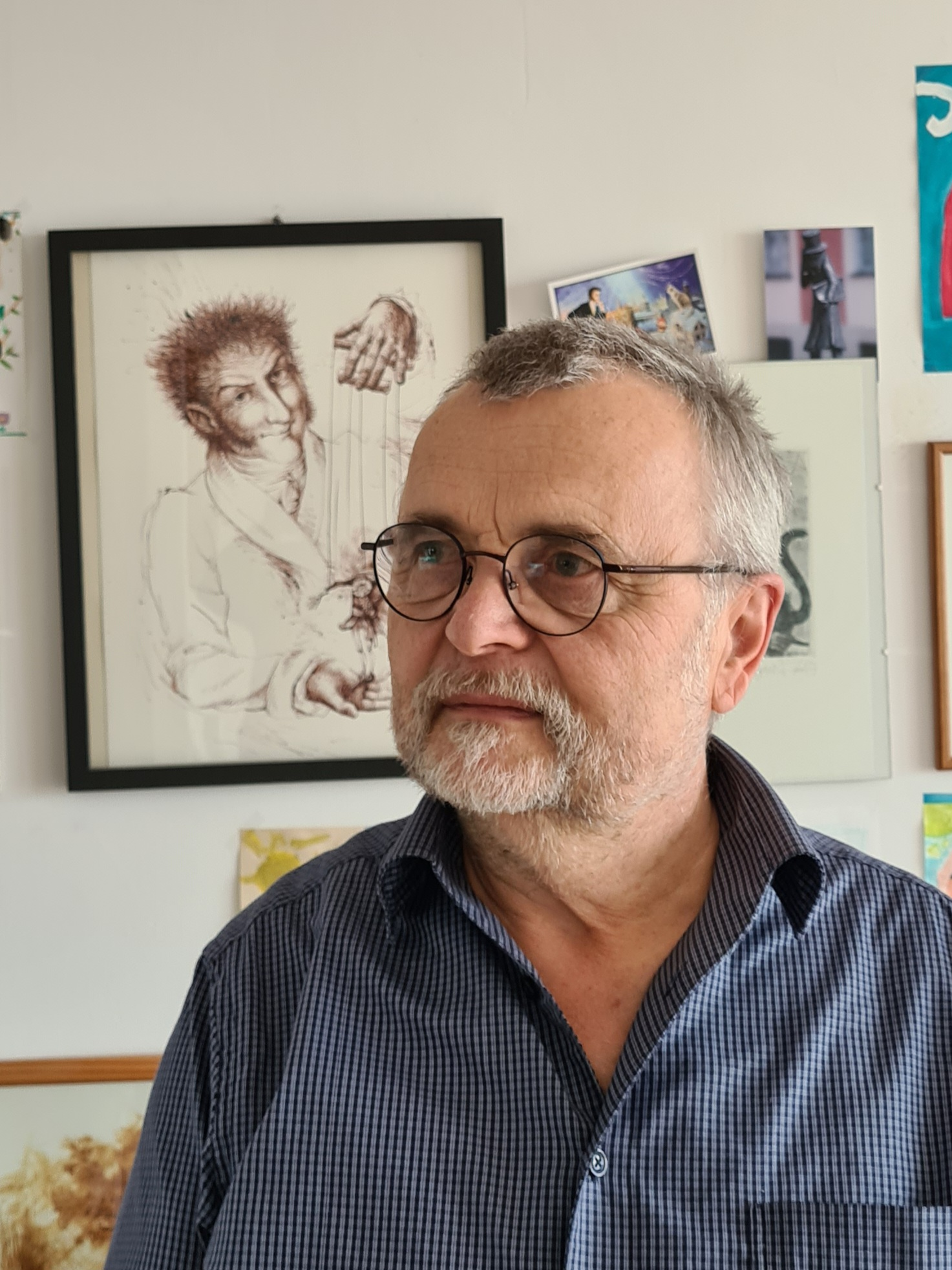
Steffen Faust in seinem Berliner Atelier. Links eine seiner Federzeichnungen von E. T. A. Hoffmann als Puppenspieler mit Klein Zaches genannt Zinnober.

Steffen Faust (* 1957 in Meißen) ist ein deutscher Grafiker und Illustrator.

## Lebensstationen
Steffen Faust ist 1957 in Meißen geboren und lebt in Berlin. Nach Beendigung der Schulzeit absolvierte er eine Ausbildung zum Buchbinder, der sich ein Grafikstudium an der Fachschule für Werbung und Gestaltung Berlin anschloss, welches er 1981 erfolgreich als Diplom-Designer beendete. Danach war er drei Jahre am Zentralinstitut für Alte Geschichte und Archäologie als Wissenschaftsgrafiker angestellt. Er ist seit 1984 als freier Grafiker und Illustrator tätig.
Sachgrafiken und wissenschaftliche Illustrationen zu Themen wie Medizin, Natur, Technik und Architektur fertigt Faust für Verlage und andere Institutionen. Er widmet sich neben der strengen angewandten wissenschaftlichen Grafik auch der freien Illustration.

## Künstlerisches Schaffen
Faust illustriert sowohl Kinderbücher wie auch Prosa und Lyrik. Sein besonderes Interesse gilt dabei der Illustration von Märchen und Erzählungen E. T. A. Hoffmanns. Er ist Mitglied der E.T.A. Hoffmann-Gesellschaft. Zwei illustrierte, bibliophile E.T.A. Hoffmann Ausgaben des Verlages Serapion vom See, in der auch Stephan Klenner-Otto (Farbradierung) und Anke Dziewulski (Linolschnitt) Hoffmanns Werke illustrierten, stammen von Faust. Seine Grafiken werden von interessierten Sammlern und Institutionen erworben. Die Staatsbibliothek zu Berlin - Preußischer Kulturbesitz erwarb seine Werke genauso wie die Staatsbibliothek Bamberg.
Die Staatsbibliothek zu Berlin würdigt Faust in ihrem E.T.A. Hoffmann Portal wegen seiner vielfältigen Illustrationen zum Werk des Dichters:

„Steffen Faust zeigt sich in seinen Feder- und Bleistiftzeichnungen von 2013–2015 zu den Lebensansichten des Katers Murr wie Prechtl als ein Virtuose der Verfremdung. Nur eben in Fausts Manier und textbezogener. Wie Prechtl ist er ein exzellenter Tierzeichner. Seine Katzenbilder zu dem Roman sind umwerfend komisch und wie bei Prechtl nirgendwo peinlich, obwohl sie im Ausdruck vermenschlicht sind. Ihm gelingt damit die bildliche Analogie zum Roman, zu dessen grotesker Inversion von Tier und Mensch. Die Gefahr von Kitschnähe, bei anderen Illustrationen zu Kater Murr durchaus vorhanden (z. B. Leskoschek und René Mar), ist bei ihm nirgendwo gegeben. Großartig sind auch seine parodistischen Zeichnungen zur Kreisleriana.“

In dem Gedicht „Im Faustinarium“ beschreibt der Schriftsteller Bernd Hesse die Verbindung zwischen Faust als Illustrator und der Person E. T. A. Hoffmann sowie dessen Werke. Das Gedicht ist eine poetische Reflexion über den Schaffensprozess des Künstlers, der sich von den tiefen, mysteriösen und oft beunruhigenden Themen Hoffmanns inspirieren lässt, welches in die letzte Strophe mündet:
"Die Linien fließen, filigran,
Ein Kuss des Wahnsinns, ein Hauch Wahn,
Er greift nach Sternen, zieht sie tief,

Traum und Wirklichkeit verschmelzen kreativ."
Elke Riemer-Buddecke hebt in ihrem Werk, in dem sie Illustrationen von über 900 Künstlern zu E. T. A. Hoffmann und dessen literarischem Werk vorstellt, zu Faust hervor:
"Verblüffend stark und fast parallel zur Illustration der Werke E. T. A. Hoffmanns entwickelte sich das Hoffmann-Porträt, letztlich auch eine Form der Illustration durch den Versuch, Hoffmanns vielschichtige Persönlichkeit zu deuten und mit seinem Werk im Zusammenhang zu sehen. Steffen Faust, unschlagbarer Kenner von Hoffmanns Physiognomie, hat dies mit zahlreichen Hoffmann-Bildnissen exemplifiziert, indem er den Dichter mit seinen Titelgestalten darstellte, wie z. B. mit Klein Zaches genant Zinnober als Marionette oder als vielgesichtig dreifach porträtierte, im Profil nach links als witzig und ironisch, en face als nachdenklich und gespalten und im Profil nach rechts als nächtlich-düsteren, diabolischen Phantasten."
In der von Faust mit Federzeichnungen illustrierten bibliophilen Ausgabe mit klassischen und modernen Texten zu Hephaistos schreibt Schuder zum künstlerischen Wirken des Zeichners:

„Vor allem bildet für Steffen Faust das gründliche Wissen um die Funktionalität des Lebens von Natur und Kreatur eine nicht unwesentliche Grundlage für sein künstlerisches Gestalten. Er belebt und beseelt mit traditionellen Techniken der bildenden Kunst Welten menschlicher Schicksale. Dabei nutzt er in immer neuen Variationen die Möglichkeiten verschiedenster graphisch-künstlerischer Verfahren, um dem gewählten Sujet die adäquate Ausdruckskraft zu verleihen, ohne sich einer einseitigen Kunstrichtung zu unterwerfen.“

Bücher mit Illustrationen von Faust werden auch in China, Frankreich, Italien, Österreich und Südkorea verlegt.
Zu den von ihm geschaffenen Werken und bearbeiteten Themen wird Faust regelmäßig zu Vorträgen auf nationalen und internationalen wissenschaftlichen und künstlerischen Tagungen und anderen Veranstaltungen geladen. Wegen seiner intensiven Auseinandersetzung mit den Werken E.T.A. Hoffmanns und seines Schaffens im Zusammenhang mit diesem Dichter, waren Fausts Illustrationen im Gedenkjahr 2022 zum 200. Todestag Hoffmanns Gegenstand von Ausstellungen und Veranstaltungen im Inland und im Ausland. Zusammen mit Jörg Petzel und Bernd Hesse hielt er während der Jahrestagung der E.T.A Hoffmann-Gesellschaft im Oktober 2022 einen Vortrag zu E.T.A. Hoffmanns Freund und Biografen Julius Eduard Hitzig, zu dessen Nachlass er die Grafiken gefertigt hat.

## Werke (Auswahl)

### Freie Grafik – hauptsächlich Illustrationen zu E. T. A. Hoffmann
- Die Brautwahl. (Aquarell), erworben von der Staatsbibliothek Berlin 2001.
- E. T. A. Hoffmann: Die Brautwahl. Radierungsserie, Verlag Serapion vom See, Berlin 2001.
- Die Elixiere des Teufels. (Aquarell) erworben von der Staatsbibliothek Bamberg 2001.
- Der goldene Topf. (Mischtechnik) erworben von der Staatsbibliothek Bamberg 2001.
- Meister Floh. (Mischtechnik) erworben von der Staatsbibliothek Bamberg 2001.
- E. T. A. Hoffmann: Klein Zaches genannt Zinnober, Aquarell Mischtechnik, Kranich-Verlag / Verlag Serapion vom See, Berlin 2002, ISBN 3-9803706-8-2.
- Homer, Lukianos, Franz Fühmann, Jörg Petzel, Horst Lohse: Im Netz des Hephaistos. Klassische Texte von Homer und Lukianos neu erzählt von Franz Fühmann kommentiert von Jörg Petzel mit den Hephaistos-Kompositionen von Horst Lohse auf beigefügter CD und sechs Federzeichnungen aus dem Hephaistos-Zyklus von Steffen Faust. Edition Cave, Berlin 2002, ISBN 3-00-010234-5.[19]
- Paul Alfred Kleinert: Lust und Last. Verlag der Nessing’schen Buchdruckerei zu Berlin-Adlershof, Berlin 2003.
- Kater Murr. (Holzschnitt), 2003.
- Der Sandmann (Federzeichnungen) Eigenverlag Minilibris 2006.
- Andrea Gerecke: Warum nicht Mord?! Neue Gutenachtgeschichten für Erwachsene. Schardt Verlag, Oldenburg 2006, ISBN 978-3-89841-280-3.
- E. T. A. Hoffmann: Kreisleriana. Verlag Serapion am See, Berlin 2010.
- E. T. A. Hoffmann: Il piccolo Zaccheo detto Cinabro. nottetempo, Roma 2016, ISBN 978-88-7452-549-2.
- Kati Pfau: Nebel überm Müggelsee. Sechs Alt-Berliner Sagen neu erzählt. Erzählverlag, Berlin 2019, ISBN 978-3-947831-25-8.
- Lydia Schieth: Töne im Tumult – E. T. A. Hoffmann in Sachsen. Erzählung, mit Illustrationen von Steffen Faust, Noack & Block, Berlin 2025, ISBN 978-3-86813-221-2.

### Illustrationen für Kinder und Jugendbücher
- Peter Donat: Rund um die Archäologie. Der Kinderbuchverlag, Berlin 1988, ISBN 3-358-00358-2.
- Nach Brüder Grimm: Schneewitchen. Textbearbeitung Willi J. Lau, Lau-Verlag, Reinbek 2004, ISBN 3-928537-63-6.
- Nach Brüder Grimm: Dornröschen. Textbearbeitung Willi J. Lau, Lau-Verlag, Reinbek 2004, ISBN 3-928537-64-4.
- Nach Brüder Grimm: Die Bremer Stadtmusikanten. Textbearbeitung J. Lau, Lau-Verlag, Reinbek, 2004, ISBN 978-3-7855-5104-2.
- Nach Brüder Grimm: Der Froschkönig. Textbearbeitung J. Lau, Lau-Verlag, Reinbek, 2005, ISBN 978-3-928537-61-2.
- Erich Jooß: Ritter Georg und der Kampf mit dem Drachen. Verlag Herder, Freiburg 2006, ISBN 978-3-451-28889-0.
- Sabine Stadtfeld: Bruder Franziskus und die Sprache der Tiere. Verlag Herder, Freiburg 2007, ISBN 978-3-451-29557-7.
- Erich Jooß: Elisabeth von Thüringen und das Wunder der Rosen. Verlag Herder, Freiburg 2007, ISBN 978-3-451-29363-4.
- Gunter Preuß: Gunter Preuss Lilli unterm roten Hut. Plöttner Verlag, Leipzig 2007, ISBN 978-3-938442-21-0.
- Erich Jooß: Der Riese Christophorus und der König der Welt, Verlag Herder, Freiburg 2008, ISBN 978-3-451-32116-0.

### Sachgrafik für Fach- und Schulbücher und wissenschaftliche Publikationen
- Horst Klengel: Kulturgeschichte des alten Vorderasien, Akademie-Verlag, Berlin 1989, ISBN 978-3-05-000577-5.
- Andreas Busse: Anatomie-Lernkarten. Die menschliche Muskulatur - eine didaktische Gesamtdarstellung der menschlichen Muskulatur auf 303 Lernkarten, Verlag Europa-Lehrmittel, Haan-Gruiten 2007, ISBN 978-3-8085-6850-7.
- Martin Trebsdorf: Arbeitsbuch Anatomie - Physiologie. Verlag Europa-Lehrmittel, 3. Auflage, Haan-Gruiten 2017, ISBN 978-3-8085-6847-7.
- Martin Trebsdorf: Arbeitsbuch Anatomie - Physiologie. Lösungsbuch. Verlag Europa-Lehrmittel, 3. Auflage, Haan-Gruiten 2017, ISBN 978-3-8085-6903-0.
- Martin Trebsdorf: Biologie, Anatomie, Physiologie. Lehrbuch und Atlas. Verlag Europa-Lehrmittel, 15. Auflage, Haan-Gruiten 2019, ISBN 978-3-8085-6826-2.
- Susanne Nebel / Bettina Vogedes: Medizinische Fachangestellte. Patientenbetreuung und Abrechnung. Band 2 – Behandlungsfälle, Verlag Europa-Lehrmittel, 11. Auflage, Haan-Gruiten 2020, ISBN 978-3-8085-6946-7.
- Regine Astrid Schmidt: Innere Medizin, Praxisfälle Physiotherapie. Band 2, Verlag Europa-Lehrmittel, 1. Auflage, Haan-Gruiten 2023, ISBN 978-3-8085-6484-4.

### Illustrationen für Hörbücher
- Der kleine Muck. Wilhelm Hauff, Lau-Verlag 2005.
- Der Meisterdieb. Gebrüder Grimm, Lau-Verlag 2005.
- Das tapfere Schneiderlein. Gebrüder Grimm, Lau-Verlag 2005.
- Die Philosophen und ihre Kerngedanken. Horst Poller, Lau-Verlag 2006.

## Ausstellungen (Auswahl)
- Liebe, Verzweiflung, Kunst – Steffen Faust sieht E.T.A. Hoffmann. Ausstellung im E.T.A. Hoffmann-Haus in Bamberg vom 01.05.-01.11.2010.[20]
- Illustration Exposition 2017 Hoffmann Stephen Faust, Bibliothèque Universitaire, Université Jean Monnet, 2017.[21]
- E.T.A. HOFFMANN UND DIE GRAFISCHEN KÜNSTE - Von der Feder zum Pinsel/Bleistift : Illustrieren, kreativ sein "nach Hoffmanns Art" | Mit den Künstlern Rainer Ehrt und Steffen Faust. Ausstellung im Goethe-Institut Lyon (Frankreich) vom 10.-12.03.2022.[22][23]
- AUSSTELLUNG ILLUSTRATIONEN ZU E.T.A. HOFFMANN, Berlin, August bis September 2022.[24]
- Wenn E.T.A. Hoffmann die Muskeln spielen lässt. Steffen Faust. Spectrum-Galerie Kunigam Frankfurt (Oder) vom 2. bis 30. März 2024.[25][26]